# Finanzministerium (China)
Das Finanzministerium der Volksrepublik China (chinesisch 中华人民共和国财政部, Pinyin Zhōnghuá Rénmín Gònghéguó Cáizhèngbù), auch bekannt als MOF (englisch: Ministry of Finance), ist ein Ministerium des chinesischen Staatsrats.
Es wurde im Jahr 1949 begründet.

## Liste der Finanzminister
- Bo Yibo
- Deng Xiaoping
- Li Xiannian
- Yin Chengzhen
- Zhang Jinfu
- Wu Bo
- Wang Bingqian
- Liu Zhongli
- Xiang Huaicheng
- Jin Renqing
- Xie Xuren
- Lou Jiwei
- Liu Kun[2]
- Lan Fo’an[3]

## Organisation
Dem Ministerium sind etliche Behörden und Institutionen unterstellt. Beispielsweise:
- National Council for Social Security Fund (Staatsfonds/Pensionsfonds für Investitionsvermögen zur Sicherung der Sozialversicherung)